# Los sonámbulos
Los sonámbulos es una película dramática argentina de 2019 dirigida por Paula Hernández y protagonizada por Érica Rivas. Fue la película argentina preseleccionada al Mejor Largometraje Internacional en los 93.º Premios Óscar.
La película se rodó en octubre y noviembre de 2018. Se estrenó en septiembre de 2019 en el Festival Internacional de Cine de Toronto y en noviembre en Argentina. En 2020 obtuvo el premio Cóndor de Plata a la Mejor Película.

## Sinopsis
Tensiones surgen en una familia durante sus vacaciones de verano.

## Elenco
- Érica Rivas como Luisa
- Ornella D'Elia como Ana
- Marilú Marini como Memé
- Luis Ziembrowski como Emilio
- Daniel Hendler como Sergio
- Valeria Lois como Inés
- Rafael Federman como Alejo
- Gloria Demassi  como Hilda
- Teo Inama como Martín